# Wilhelminaplantsoen (Enkhuizen)

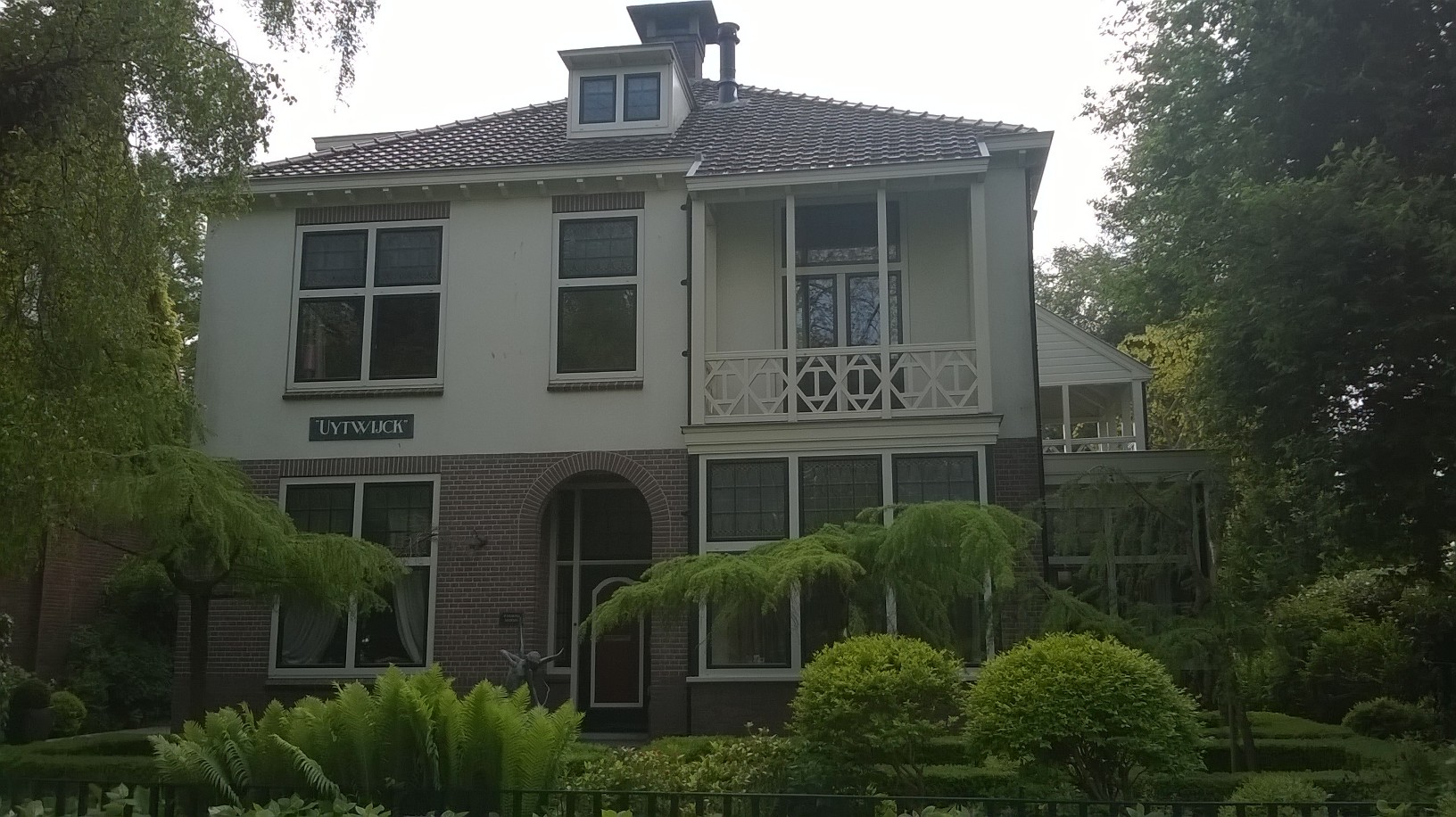
Een van de villa's aan de zuidkant van het Wilhelminaplantsoen.

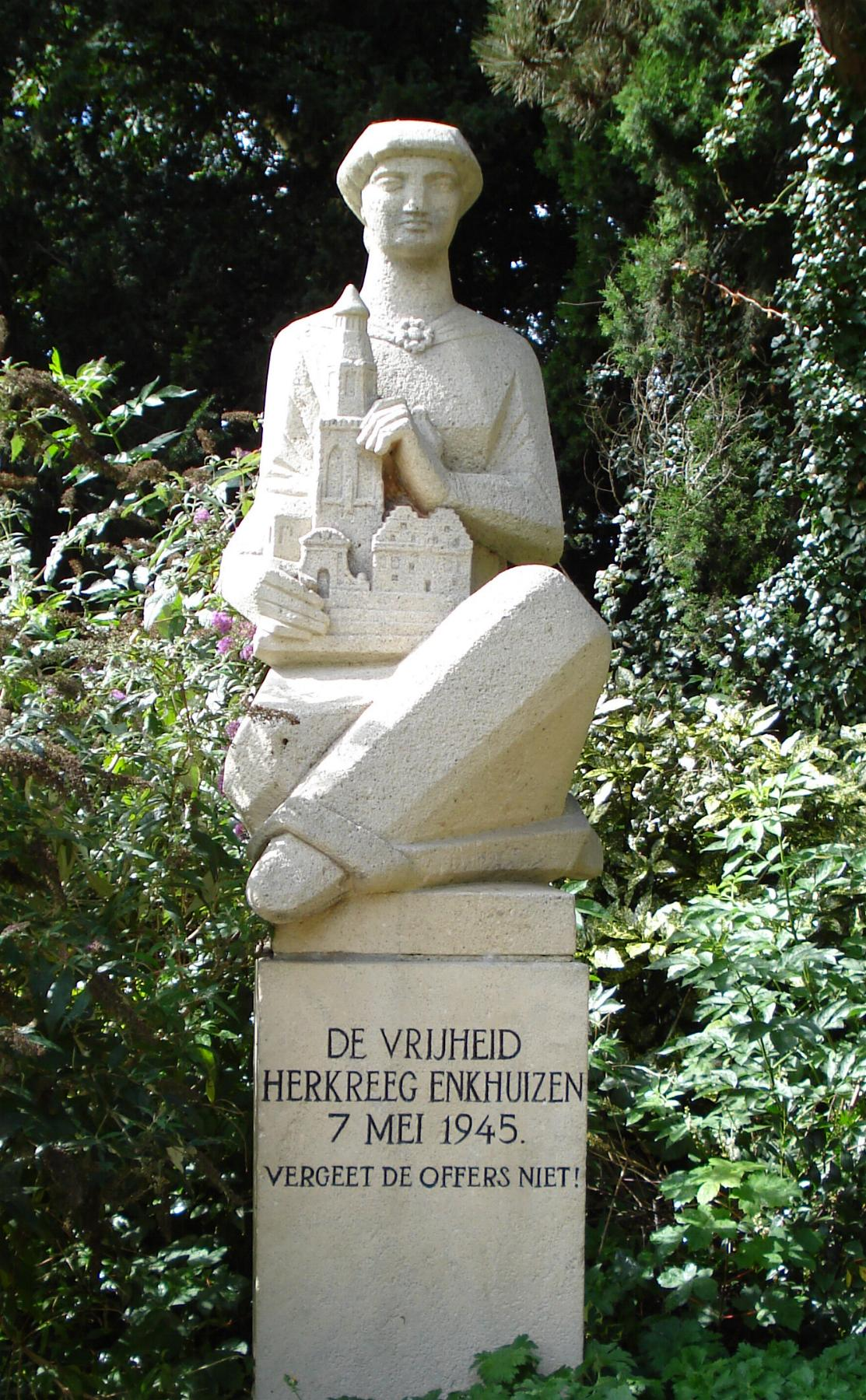
Bevrijdingsmonument in het Wilhelminaplantsoen.

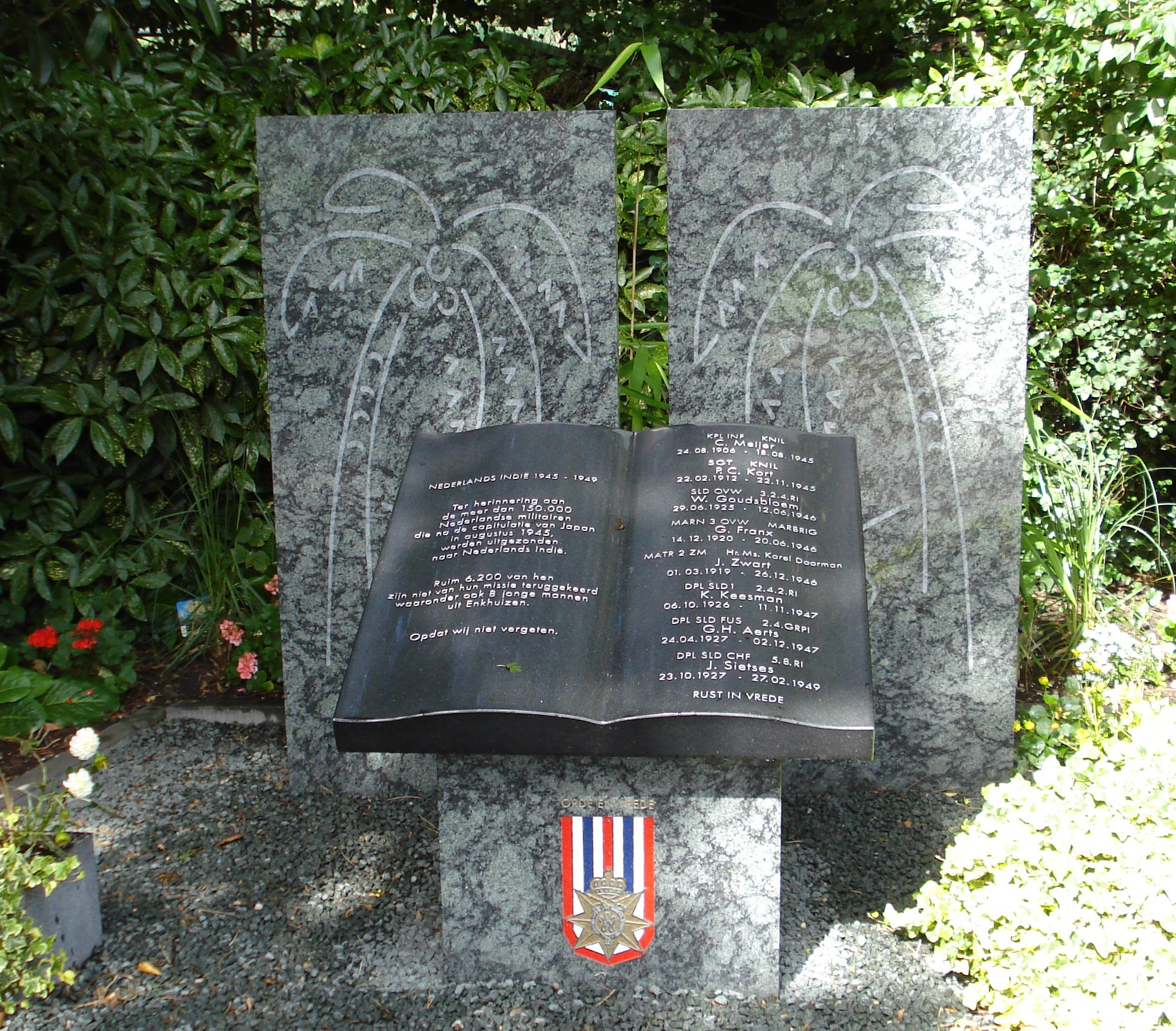
Indiëmonument in het Wilhelminaplantsoen.

Het Wilhelminaplantsoen in de Nederlandse plaats Enkhuizen is een straat en park aan de noordoostzijde van de oude binnenstad, binnen de vestingwallen.
Het plantsoen bevindt zich op plek van de oude Vissershaven, ten noorden van de Vissersdijk. De oude haven is niet, zoals veel andere oude havens in Enkhuizen, gedempt, en vormt nu een water met aan de zuidkant een straat die Wilhelminaplantsoen heet en aan de noordkant het eigenlijke plantsoen. Ten westen van het Wilhelminaplantsoen ligt het Julianaplantsoen, tussen de Prins Bernhardlaan en het Wilhelminaplantsoen. Aan de (noord)oostkant wordt het Wilhelminaplantsoen begrensd door de Zeemuur, en ten noorden van het Wilhelmina- en Julianaplantsoen ligt de Gemeentelijke Begraafplaats van Enkhuizen.
Het park werd aangelegd in 1934, in het kader van de werkverschaffing.
Aan de oostzijde van het Wilhelminaplantsoen ligt een hertenkamp, en tot 1991 bevond zich hier ook Sprookjeswonderland. Naast de hertenkamp ligt een kleine heemtuin behorend bij milieu-educatiecentrum De Witte Schuur.
In het Wilhelminaplantsoen bevinden zich enkele monumenten:
- Een bevrijdingsmonument dat de bevrijding van Enkhuizen op 7 mei 1945 gedenkt
- Een Indiëmonument dat de militairen herdenkt die in het kader van de 'politionele acties' in 1945-1949 naar het toenmalige Nederlands-Indië zijn gestuurd, en in het bijzonder de 8 soldaten uit Enkhuizen die zijn omgekomen.

In het Julianaplantsoen:
- Een monument ter ere van H.C. van der Lee, eerste geneesheer-directeur van het Snouck van Loosenziekenhuis (van 1901 tot 1935).[2][3]